# Honvédelemért Kitüntető Cím
A Honvédelemért Kitüntető Cím a honvédelmi miniszter, illetve a Honvéd Vezérkar Főnöke által adományozható kitüntetés, átadásának részleteit a 15/2013. (VIII. 22.) HM rendelet szabályozza.
A Honvédelemért Kitüntető Cím Babérkoszorúval ékesített és I., II. és III. fokozatban huzamosabb időn át végzett kiemelkedő szakmai érdemeinek, Honvédséget támogató tevékenységének elismerésére
a) kormánytisztviselőknek, közalkalmazottaknak és munkavállalóknak, évente összesen legfeljebb 300 fő részére,
b) a személyi állomány tagjának nem minősülő személyeknek, évente összesen legfeljebb 200 fő részére adományozható.
(2) Ugyanazon személy részére
a) a Honvédelemért Kitüntető Cím I., II. és III. azonos fokozata legfeljebb két alkalommal,
b) a Honvédelemért Kitüntető Cím Babérkoszorúval ékesített fokozatban egy alkalommal
adományozható.

## Honvédelmi Kitüntető Cím leírása
Babérkoszorúval ékesített fokozat: leírása az I. fokozatéval egyezik meg, azzal, hogy szalagján aranyszínű, stilizált babérkoszorú ékítmény van.
b) I. fokozat: középpont felé összefutó szárú ezüstszínű kereszt sötétzöld zománcszegéllyel, közepén Magyarország zománcozott címerével. A felfüggesztésnél az ellenkarikán aranyszínű akantuszlevél.
c) II. fokozat: középpont felé összefutó szárú ezüstszínű kereszt sötétzöld zománcszegéllyel, közepén Magyarország ezüstszínű címerével. A felfüggesztés ezüstszínű karika.
d) III. fokozat: középpont felé összefutó szárú ezüstszínű kereszt sötétzöld zománcszegéllyel, közepén Magyarország bronzszínű címerével. A felfüggesztés ezüstszínű karika.
A szalag háromszög alakúra hajtott, színe sötétzöld, széleit farkasfog minta díszíti, amelynek minden háromszöge egyenként tartalmazza a nemzeti színeket. A Honvédelemért Kitüntető Címhez - a polgári öltözéken történő viselhetőség érdekében - miniatűr adományozható.